# Al ach-Cheikh
Les Al ach-Cheikh (en arabe : آل الشيخ, ʾĀl aš-Šayḫ : famille du cheikh), souvent transcrit en anglais Al ash-Sheikh, est la famille des descendants de Muhammad ibn Abd al-Wahhab, homme politique et religieux ayant prôné une vision littéraliste et rigoriste de l'islam, d'origine saoudienne, au XVIIIe siècle. C'est la famille de chefs religieux la plus puissante d'Arabie saoudite et la seconde la plus importante du pays en termes de prestige après la famille royale saoudienne, les Al-Saoud, avec laquelle elle partage le pouvoir depuis près de 300 ans. L'entente, qui persiste à ce jour entre les deux familles, est fondée sur le maintien par les Al Saoud de l'autorité des Al ach-Cheikh sur les questions religieuses et la valorisation et propagation de l'Islam authentique. En retour, les Al ach-Cheikh s'engagent à soutenir l'autorité politique des Al Saoud.
Bien que la domination des Al ach-Cheikh sur l'élite religieuse ait diminué au cours des dernières décennies, ils détiennent encore la plupart des postes religieux en Arabie saoudite et sont étroitement liés à la famille Al Saoud par un degré élevé de mariages mixtes. En raison de l'autorité morale des Al ach-Cheikh, l'entente entre les deux familles reste cruciale pour le maintien et la légitimité de la famille royale à la tête du pays.

## Étymologie
Le nom arabe Al ash-Sheikh (آل الشيخ) (qui se retranscrit de plusieurs façons) se traduit par la famille du cheikh ou de la Maison du cheikh. Le mot Al, antéposé au nom d'un ancêtre, signifie  famille de ou Maison de. Le terme ash-Sheikh se réfère au réformateur islamique Muhammad ibn Abd al-Wahhab, leur ancêtre. Il était connu comme étant un cheikh, expression de respect pour un enseignant ou un chef religieux.

## Muhammad ibn Abd al-Wahhab

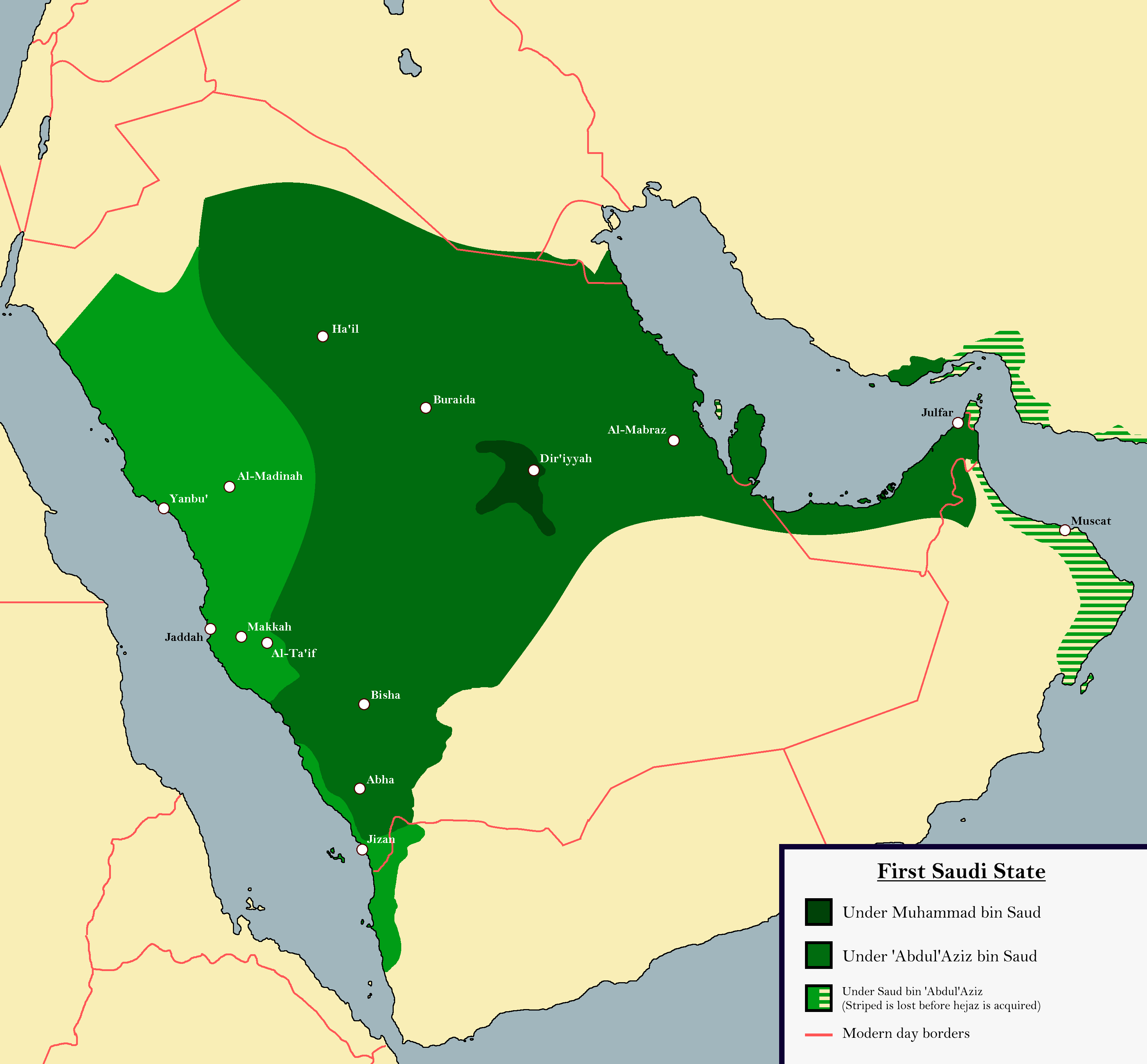
Le premier État saoudien : le produit de l'alliance entre les Al Saoud et Muhammad ibn Abd al-Wahhab.

Les Al ach-Cheikh sont les descendants de Mohammed ibn Abd al-Wahhab, revivificateur de l'Islam authentique. Ibn Abd al-Wahhab est né en 1703 dans le Nejd. Il fut influencé par les enseignements d'Ibn Taymiyya, un juriste médiéval de l'école de jurisprudence hanbalite. En conséquence, il commença à prêcher une forme simple, qui mettait en garde contre les innovations religieuses et prônait le juste milieu : ni laxisme, ni extrémisme. Il attira de nombreux soutiens, et ses disciples furent désignés comme Muwahhidun (qu'on peut traduire en unitariens) en raison de l'accent mis sur le principe d'unicité d'Allah.
Dans les années 1740, il déménagea à Dariya dans le Nejd, dont le souverain local était Mohammed Ibn Saoud, fondateur de la dynastie des Al-Saoud. Mohammed ibn Saoud, décida de soutenir la cause d'Ibn Abd al-Wahhab. La combinaison du zèle religieux inspiré par Ibn Abd al-Wahhab et du pouvoir politique et militaire des Al Saoud initia une période de conquête et d'expansion. La majorité de l'Arabie centrale et du Hedjaz tomba sous la domination d'Al Saoud et devint le premier État saoudien. L'élite religieuse, dirigée par Ibn Abd al-Wahhab et sa famille, a bénéficié de l'expansion d'une façon sans précédent, profitant du prestige et de l'influence des Al-Saoud et partageant le trésor avec eux. Après sa mort en 1791, l'héritage d'Ibn Abd al-Wahhab fut maintenu par ses nombreux descendants, qui continuent à occuper des positions d'autorité religieuse.

## Engagement avec les Al Saoud
Mohammed ibn Saoud et Mohammed ibn Abd al-Wahhab ont conclu un accord formel en 1744 : selon une source, Mohammed ibn Saoud aurait déclaré lors de leur première rencontre :
« Cet oasis est tien, ne crains pas tes ennemis. Au nom d'Allah, si tout le Nejd était appelé à te jeter dehors, nous n'accepterons jamais de t'expulser. » Mohammed ibn Abd al-Wahhab répondit : « Tu es un chef établi et un homme sage. Je veux que tu fasses le serment de faire le djihad contre les incroyants. En retour, tu seras chef de la communauté musulmane, et je serai chef en matière religieuse. »
Ibn Saoud, en conséquence, donna sa parole. Les descendants de Mohammed ibn Saoud, les Al-Saoud, ont continué à être les dirigeants politiques de l’État Saoudien à travers les XIXe et XXe siècles et finirent par créer le Royaume d'Arabie saoudite en 1932. Les descendants d'Ibn Abd al-Wahhab, d'autre part, ont historiquement dirigé les oulémas, le corps des dirigeants religieux islamiques et les savants, et ont dominé les institutions cléricales d'Arabie saoudite.
L'accord de 1744 entre Ibn Abd al-Wahhab et Muhammad ibn Saoud est devenu un pacte de soutien mutuel et d'arrangement de partage du pouvoir entre les Al Saoud et Al ach-Cheikh, qui est resté en place pendant près de 300 ans,,. Cette alliance formée au XVIIIe siècle a fourni l'élan idéologique de l'expansion arabe et reste le fondement de la dynastie saoudienne aujourd'hui.

## XIXesiècleet début duXXesiècle
À la mort d'Ibn Abd al-Wahhab en 1792, son fils Abdallah ben Mohammed ben Abdelwahhab (en) devient le chef spirituel du premier État saoudien. En outre, il approuve la politique d'expansion belliqueuse de Saoud ben Abdelaziz (en) et rédige un certain nombre de pamphlets antichiites, servant de justifications au massacre de Kerbala (2 000 à 5 000 morts). 
Au début du XIXe siècle, les conquêtes saoudiennes attirent l'hostilité de l'Empire Ottoman. Les forces ottomanes d'Égypte sont envoyées en Arabie en 1811 et, dès 1818, ont détruit l'état des Al Saoud. La défaite des Saoud fut également un désastre pour les Al ach-Cheikh. Les Ottomans exécutèrent de nombreux membres de la famille en 1818, y compris Souleïmane ben Abdallah (en), petit-fils d'Ibn Abd al-Wahhab et auteur influent de traités. Une branche de la famille fut exilée en Égypte et ne revint jamais. Cela eut un impact majeur sur la société religieuse saoudienne et la laissa sans source d'autorité religieuse pour la plus grande partie du XIXe siècle.

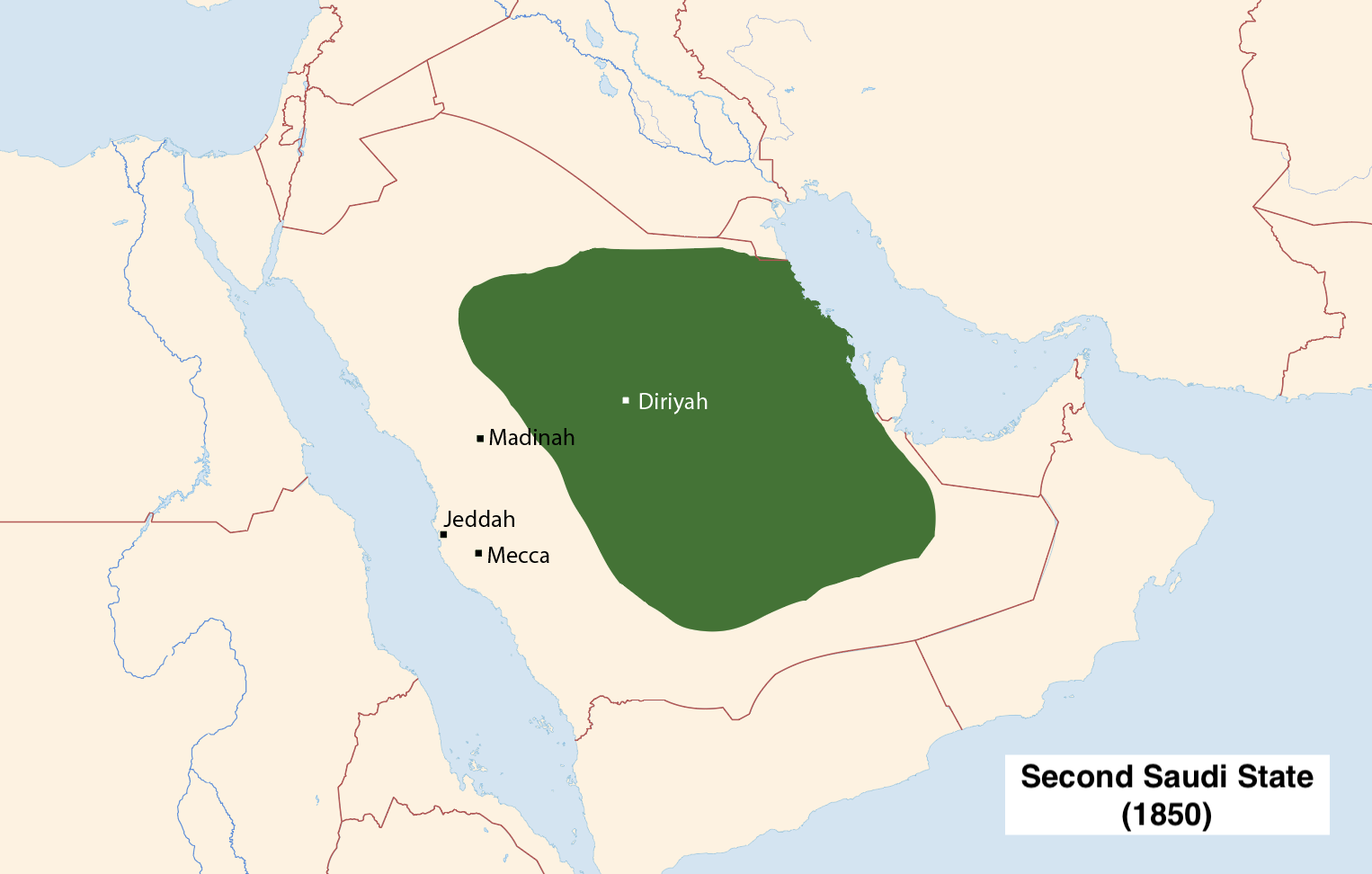
Deuxième État saoudien (1824-1891) à sa plus grande étendue.

Néanmoins, la famille survécut dans le Nedj. Lorsque les Al Saoud se ré-établirent dans un plus petit deuxième État saoudien à partir de 1824, Abderrahmane ben Hassane (ar) et, par la suite, Abdellatif ben Abderrahmane (ar), descendants d'Ibn Abd al-Wahhab, devinrent les chefs religieux de l'Arabie saoudite. Cependant, la destruction du premier État saoudien, l'exil ou l'exécution de la plupart des érudits religieux d'importance Al ach-Cheikh en 1818  leur avait fait perdre beaucoup de leur prestige, de leur influence et de leur richesse matérielle : leur prééminence au XVIIIe siècle contraste avec leur déclin au XIXe siècle.
Durant la seconde partie du XIXe siècle, les Saoud livrent une guerre à mort aux Al Rachid de Haïl pour le contrôle du centre et du nord de la péninsule. Ces derniers l'emportent à la bataille de Moulaïda (en) en 1891 et l'État saoudien connaît une nouvelle debellatio. Les Al Saoud partent alors en exil. Le chef des Al ach-Cheikh de l'époque, l'arrière-arrière-petit-fils d'Ibn Abd al-Wahhab, Abdallah ben Abdellatif (en), fait cependant un choix différent et rallie l'émir Mohammed ben Abdallah Al Rachid à Haïl, indiquant que la survie de la prédication wahhabite l'emporte sur l'alliance avec les Saoud. Rentrés d'exil en 1902, les Saoud, sous la direction de leur nouveau chef, le jeune Abdelaziz ben Abderrahmane (futur premier roi d'Arabie saoudite), rétablissent un État saoudien près de Riyad. Abdallah quitte alors Haïl pour se mettre de nouveau au service de la dynastie, ce qui est accepté par Abdelaziz.
À la veille du retour d'exil d'Abdul Aziz, l'élite religieuse ne possédait qu'une influence limitée après le déclin de ses richesses au XIXe siècle. Cependant, il reconnut qu'il pourrait les utiliser afin de légitimer et de contribuer à consolider ses conquêtes. Il cimenta par conséquent un rapprochement avec les Al ach-Cheikh par le biais d'un traitement préférentiel et de liens matrimoniaux, en épousant par exemple la fille d'Abd Allah ben Abd al-Latif. Avec le soutien des Al ach-Cheikh et des autres oulémas wahhabites, Abdul Aziz conquit le reste du territoire qui deviendra l'Arabie saoudite et déclara la formation du nouveau royaume en 1932. Bien après la fin de ses conquêtes, Abdul Aziz continua à favoriser les oulémas et surtout les Al ach-Cheikh. Leur soutien était essentiel pour la légitimation de son régime et le processus d'intégration des territoires conquis par le biais de la religion, de l'éducation et de la loi. Les Al ach-Cheikh obtinrent du prestige, des privilèges, de l'influence et des postes clés dans le gouvernement.
Cependant, l'alliance entre Al ach-Cheikh et la Maison des Saoud, ou plus précisément Abdul Aziz, n'était pas exempte de tensions. Certains des oulémas du Nejd, en particulier ceux qui se trouvaient sous la protection des autres dirigeants wahhabites, soutenaient les ennemis d'Abdul Aziz. En fin de compte, la plupart des oulémas du Nejd s'accordèrent à reconnaître son autorité, à condition, au moins temporairement, que son père Abd al-Rahman porte le titre d'imam, Abdul Aziz n'étant pas considéré comme assez religieux en raison de son adoption des innovations technologiques, considérées par les oulémas comme bid'a (hérétique). En outre, Abdul Aziz n'avait pas cherché à étendre le wahabbisme par le djihad et entretenait des relations avec les autorités Britanniques dans la région du Golfe persique.

## Rôle dans l'Arabie saoudite moderne

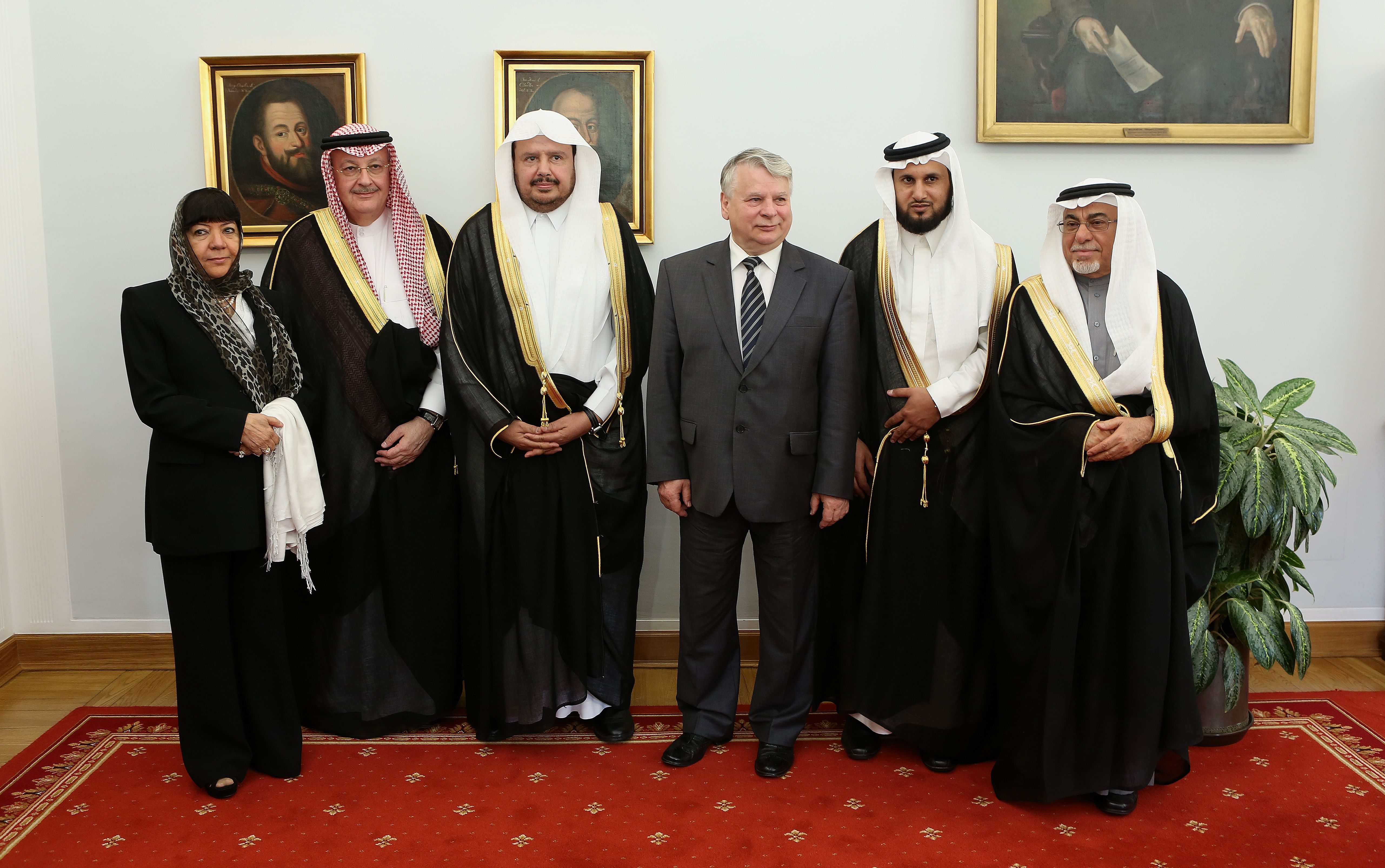
Le président de l'Assemblée consultative Abdallah ben Mohammed ben Ibrahim Al ach-Cheikh au Sénat polonais, le 26 mai 2014.

La position d'Al ach-Cheikh en tant que leader des oulémas est importante en raison du rôle central de la religion dans la société Saoudienne. Il est dit que l'Islam est plus qu'une religion en Arabie saoudite, c'est un mode de vie. En conséquence, l'influence des oulémas est omniprésente. Plus précisément, l'Arabie Saoudite est presque l'unique pays où les oulémas sont directement impliqués dans le gouvernement, le seul autre exemple étant l'Iran. Non seulement l'accession au trône est sujette à leur approbation, mais également toutes les nouvelles lois (décrets royaux). Les oulémas ont également une grande influence sur les décisions du gouvernement, un rôle important dans le système judiciaire et éducatif ainsi que le monopole de l'autorité dans la sphère du religieux et de la morale.
Estimés à plusieurs centaines d'individus actuellement, les Al ach-Cheikh ont continué à produire des chefs religieux qui ont exercé une grande influence sur le processus décisionnel du gouvernement. Les oulémas Al ach-Cheikh ont dominé les principales institutions religieuses d'État comme le Conseil des Oulémas et le Conseil Supérieur des Qadis (Juges). Traditionnellement, la plus importante autorité religieuse, le Grand Mufti, est choisi parmi un membre de la famille. D'autres membres de la famille occupèrent d'importantes fonctions militaires et civiles, ainsi que celles de juges et autres postes religieux.
Cependant, l'ascendant des Al ach-Cheikh sur les oulémas a quelque peu diminué au cours des dernières décennies. Ceci est en partie dû à une augmentation du nombre d'étudiants dans les séminaires qui a conduit à un afflux d'autres familles. De plus les Al ach-Cheikh n'ont pas produit une descendance en nombre suffisant pour maintenir une prédominance numérique. En outre, en 1969, le roi Fayçal a aboli le poste de Grand Mufti et l'a remplacé par un ministère de la justice. Le ministre fut délibérément nommé en dehors de la famille Al ach-Cheikh. Certains membres de la famille occupèrent d'autres postes ministériels, mais la représentation de la famille dans le cabinet passa de trois à deux membres en 2003 (le ministre de la Justice et le ministre des Affaires Islamiques), puis un seul ministre, Saleh ben Abdulaziz Al ach-Cheikh (en), ministre des Affaires islamiques à la suite des changements ministériels effectués par le roi Abdallah en 2009,. À partir de 2015, il y a à nouveau trois Al ach-Cheikh au sein du gouvernement : outre Saleh ben Abdulaziz, Abdullatif ben Abdulmalik Al ach-Cheikh (en) est ministre des Affaires rurales et municipales et Mohammed ben Abdulmalik Al ach-Cheikh (en) est ministre d'État sans portefeuille. 
Les Al ach-Cheikh sont encore la première famille de chefs religieux en importance d'Arabie Saoudite et la deuxième en prestige après la famille royale. Ils continuent à détenir plusieurs des postes religieux les plus importants en Arabie Saoudite : par exemple, l'actuel Grand Mufti (le poste a été restauré en 1993) est un membre de la famille, Abdelaziz ben Abdallah Al ach-Cheikh. La position des Al ach-Cheikh ne provient pas seulement de leur rôle parmi les oulémas, mais aussi de leurs liens étroits avec les Al Saoud par le biais d'un nombre élevé de mariages interfamiliaux. La mère du roi Fayçal était Tarfah (en), fille d'Abdallah ben Abdellatif Al ach-Cheikh (en). L'alliance avec les Al ach-Cheikh est toujours cruciale pour les Al Saoud dans le maintien de leur légitimité. Dans le même temps, les Al ach-Cheikh restent de fervents partisans du maintien des Al-Saoud au pouvoir.

## Membres notables

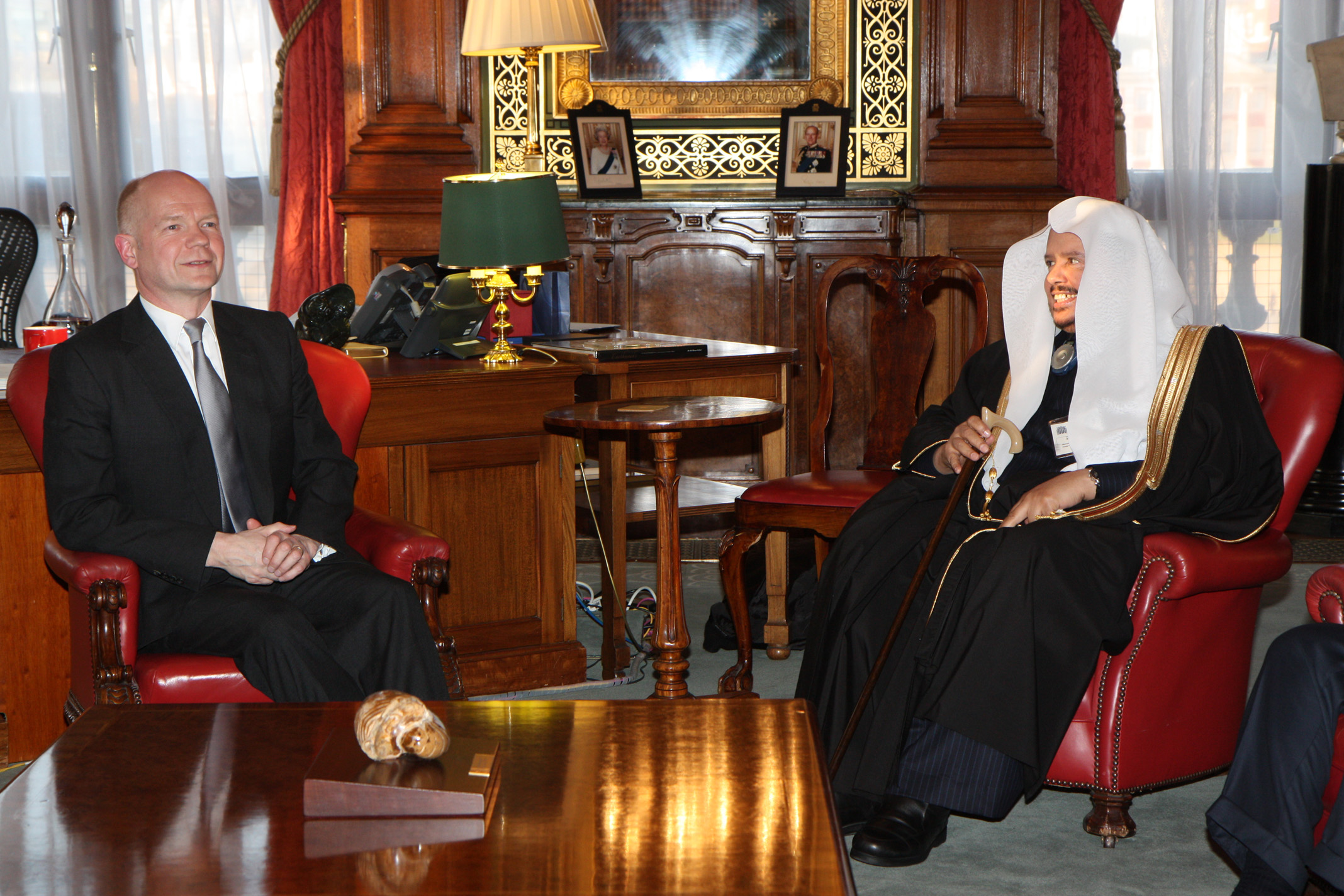
Abdallah ben Mohammed ben Ibrahim Al ach-Cheikh avec le secrétaire aux affaires étrangères britannique, William Hague, à Londres, le 5 mars 2013.

- Mohammed ben Abdelwahhab (1703-1792), fondateur de la maison
- Abdallah ben Mohammed ben Abdelwahhab (en) (1751-1828), successeur de son père comme chef du système judiciaire du premier État saoudien.
- Souleïmane (en) (1785-1818), juge de Dariya, auteur d'un traité portant sur Les preuves contre le fait de s'allier aux gens de l'association.
- Abderrahmane ben Hassane (ar) (1780-1869), chef du système judiciaire du deuxième État saoudien.
- Abdellatif ben Abderrahmane (ar) (1810-1876), successeur de son père comme chef du système judiciaire du deuxième État saoudien.
- Abdallah ben Abdellatif (en) (1848-1921), chef du système judiciaire de la première incarnation du troisième État saoudien[34]
- Ibrahim ben Abdellatif (ar) (1863-1911), gouverneur et juge de Riyad (1903-1911).
- Mohammed ben Ibrahim (1893-1969), grand moufti (1953-1969)[35]
- Ibrahim ben Mohammed, président du Conseil des oulémas et du Comité permanent (1971-1975), ministre de la Justice (1975-1990)[36]
- Abdallah ben Mohammed ben Ibrahim (en), ministre de la Justice (1992-2009), président de l'Assemblée consultative (depuis 2009).
- Saleh ben Abdelaziz (en), ministre des Affaires islamiques, des Fondations religieuses, de la Prédication et de la Guidée (1996-2014 et depuis 2015).
- Abdelaziz ben Abdallah, président du Comité permanent (depuis 1975), président du Conseil des oulémas (depuis 1999), grand moufti (depuis 1999)[37].